# تريو ذا بانش
تريو ذا بانش: نيفر فورغيف مي (باليابانية: トリオ・ザ・パンチ) (بالإنجليزية: Trio The Punch: Never Forget Me...)‏، ومعناه : قبضة الثلاثية: لن تنساني، هي لعبة فيديو يابانية من نوع أكشن، صدرت اللعبة على منصة الآركيد سنة 1990، وتم إعادة إصدار اللعبة على منصات هاتف محمول وبلاي ستيشن 2 وبلاي ستيشن 4 ونينتندو سويتش.